# برايان هال (لاعب كرة قدم)
برايان هال (بالإنجليزية: Brian Hall)‏ (9 مارس 1939 في المملكة المتحدة - 1 سبتمبر 2002) هو لاعب كرة قدم بريطاني في مركز الدفاع. لعب مع كولتشستر يونايتد وBelper Town F.C. ‏ ونادي مانسفيلد تاون ونادي ويمبلدون ونادي تشيلمسفورد.